# Zhenning
Zhenning (en chino, 镇宁; pinyin, Zhènníng) es un condado autónomo bajo la administración directa de la Prefectura Anshun en la Provincia de Guizhou, República Popular China.  Su área es de 1717 km² y su población total para 2010 superó los 280 mil habitantes.

## Toponimia
Zhenning es el acrónimo de la frase 'Vigilando la frontera sur, el país disfruta de paz' (镇守南疆，国享安宁  Zhènshǒu nán jiāng, guó xiǎng ānNíng). Zhenning aparece como topónimo durante la dinastía Yuan (1271-1368) cuando Hehong Zhou (和宏州) pasó a llamarse "Zhenning Zhou" (镇宁州).
Como las otras regiones autónomas, se caracteriza por estar asociada a un grupo étnico minoritario, en este caso, los Buyei y los  Miao. La región recibió la condición de "autónomo" cuando se estableció la Condado autónomo buyei miao de Zhenning el 11 de septiembre de 1963

## Administración
Desde julio de 2020, el  condado Zhenning se divide en 14 pueblos que se administran en 5 subdistritos,   8 poblados y villas.